# Perna (genre)
Genre
Perna est un genre de mollusques bivalves de la famille des Mytilidae.

## Liste d'espèces
Selon World Register of Marine Species (2 avril 2016) :
- Perna canalicula (Gmelin, 1791)
- Perna perna (Linnaeus, 1758)
- Perna viridis (Linnaeus, 1758)
- Perna tetleyi (Powell & Bartrum, 1929) †

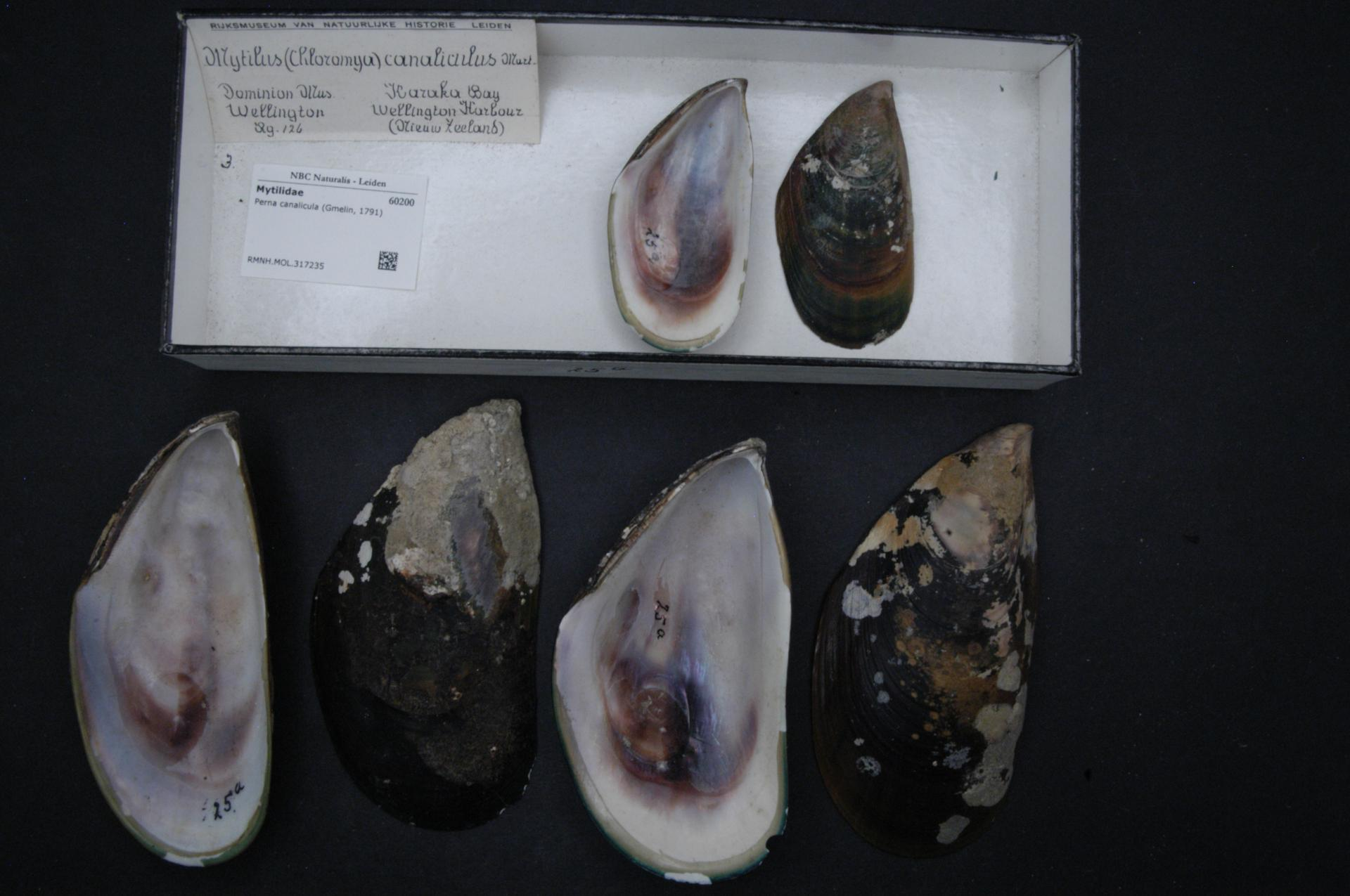
Perna canalicula
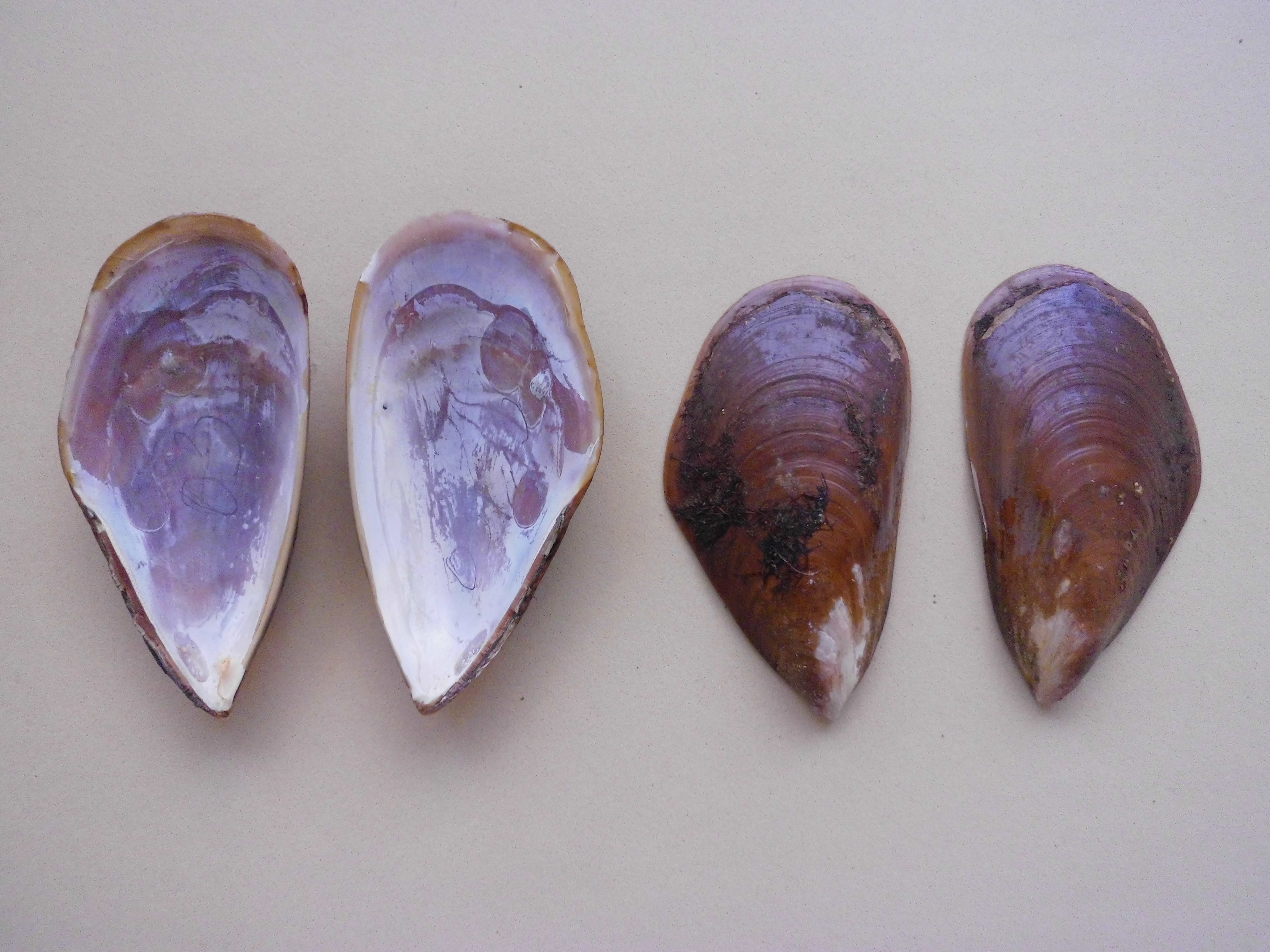
Perna perna
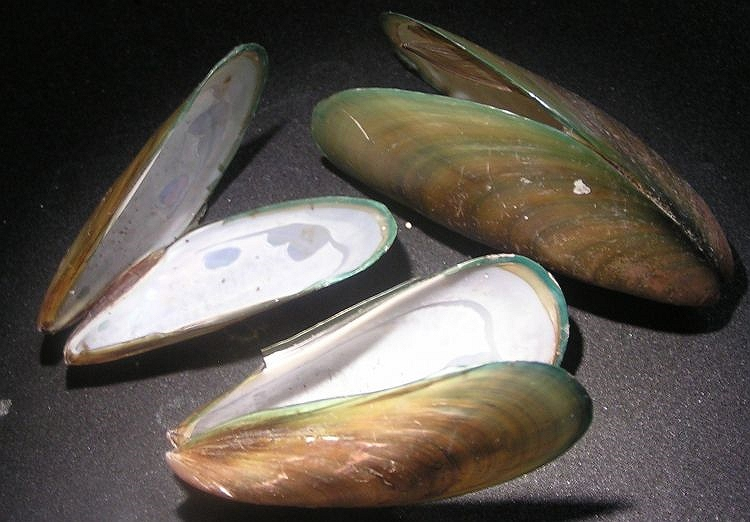
Perna viridis
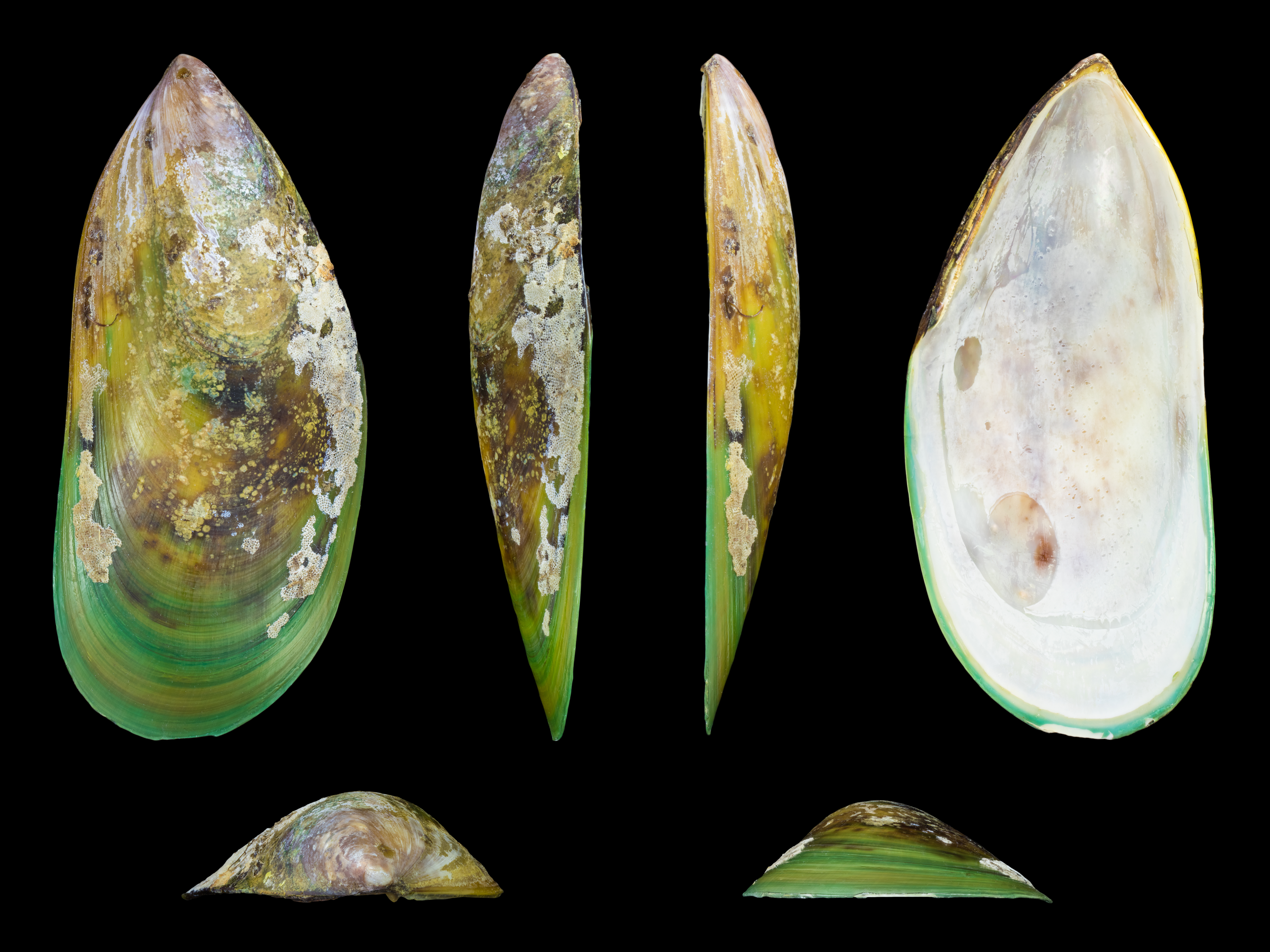
Perna viridis issue du bassin Indo-Pacifique.